# James Campbell (1er baronnet)
Pour les articles homonymes, voir James Campbell et Campbell.
James Campbell, 1er baronnet, né le 25 mai 1763 à Inveraray et mort le 5 juin 1819, est un soldat, homme politique et administrateur colonial écossais.
Il est notamment gouverneur et commandant en chef des îles Ioniennes.
Il est enterré à l'abbaye de Westminster.